# Уличка (притока Ужа)
Уличка (Улічка) — річка у Словаччині (в межах Снинського округу Пряшівського краю) та в Україні (в межах Великоберезнянського району Закарпатської області). Права притока Ужа (басейн Тиси). 

## Опис
Довжина 27 км (на території України — бл. 3 км), площа водозбірного басейну 211 км². Похил річки 19 м/км. Річка типово гірська. Долина в багатьох місцях заліснена, глибока, місцями дуже вузька. Річище слабозвивисте. 

## Розташування
Уличка бере початок на території Словаччини, неподалік від села Рунина. Утворюється злиттям декількох потічків, більшість з яких бере початок на південних схилах головного карпатського вододільного хребта, по якому проходить кордон між Словаччиною та Польщею. Річка тече спершу на південь, далі — на південний схід. Перетинає словацько-український кордон на північний захід від села Забрідь. Впадає до Ужа між селом Забрідь та смт Великий Березний. 
Притоки: Глибокий  (ліва) та численні гірські потічки. 